# Slobodan Rajković
Pour les articles homonymes, voir Rajković (homonymie).
Slobodan Rajković (en serbe en écriture cyrillique : Слободан Рајковић) est un footballeur international serbe né le 3 février 1989 à Belgrade. Il joue au poste de défenseur central.

## Biographie
Rajković a commencé sa carrière au club belgradois d'OFK Belgrade. 
En novembre 2005, le club londonien de Chelsea achète le joueur 3,5 millions de livres sterling (soit 5,1 millions d'euros), un record mondial pour un joueur de moins de 18 ans. 
Rajković doit continuer sa formation à Belgrade jusqu'à la saison 2007-08 où il est prêté par Chelsea au club néerlandais du PSV Eindhoven. 
Il est de nouveau prêté aux Pays-Bas pour la saison 2008-2009, au FC Twente cette fois-ci. 
Rajković est considéré à l'époque comme l'un des jeunes joueurs les plus prometteurs au monde.
Il est aussi est le plus jeune joueur ayant joué lors d'une rencontre qualificative pour le championnat d'Europe des moins de 21 ans.
Le 5 septembre 2008, il est suspendu pour un an de toutes compétitions pour avoir craché sur un arbitre lors des derniers Jeux olympiques. Cette décision a été prise par le comité de discipline de la FIFA et s'applique en club et en équipe nationale.
En août 2011, il signe au Hambourg SV.
Un an plus tard, en juillet 2012, le Serbe se voit infligée une suspension pour avoir frappé Son Heung-min à l'entraînement et traité de menteur l'entraîneur Thorsten Fink alors qu'il est toujours sous contrat jusqu'en 2015.
Étant libre de tout contrat, le Serbe s'engage avec SV Darmstadt 98 en septembre 2015.
Le 27 juillet 2016 il signe à l'US Palerme en Italie pour espérer reprendre une place au sein de l’équipe nationale.

## Palmarès
- Championnat des Pays-Bas :
  - Champion en 2008 avec le PSV Eindhoven et 2010 avec le FC Twente.
- Championnat d'Europe espoirs :
  - Finaliste en 2007 (Serbie espoirs).